# Долгий Олег Васильович
Олег Васильович Долгий (народився 2 січня 1950 року в селі Бабин Кельменецького, нині Дністровського району Чернівецької області) — український науковець і диригент. Професор Київського національного університету культури і мистецтв (з 2004), Заслужений працівник культури України (з 1996), лауреат Всеукраїнських та Міжреспубліканських конкурсів і фестивалів народної творчості. Художній керівник і диригент Українського народного хору «Либідь» Палацу культури ВАТ «Більшовик» та хору «Стежина» Укравтодору.